# Graptemys ouachitensis
Graptemys ouachitensis är en sköldpaddsart som beskrevs av  Fred Ray Cagle 1953. Graptemys ouachitensis ingår i släktet Graptemys och familjen kärrsköldpaddor. IUCN kategoriserar arten globalt som livskraftig.
Honor blir med en upp till 24 cm lång sköld större än hannar. Hos hannar är skölden maximal 14 cm lång.
Arten förekommer i Mississippiflodens avrinningsområde i USA. Den vistas främst i floder men den besöker även korvsjöar, insjöar och träskmarker.
Denna sköldpadda äter olika små vattenlevande djur som kompletteras med växtdelar och as. Honor lägger under tre eller fyra tillfällen per år 6 till 15 ägg. Ungarna kläcks efter 60 till 82 dagar och de är vid denna tidpunkt 27 till 35 mm långa. Efter 2 till 3 år blir hannar könsmogna och för honor infaller könsmognaden efter 6 till 7 år. Vissa exemplar kan leva 15 år.

## Underarter
Arten delas in i följande underarter:
- G. o. ouachitensis
- G. o. sabinensis